# The Crown Jewels
The Crown Jewels é uma coleção de alguns álbuns do grupo Queen. Foi lançado por conta da comemoração do 25º aniversário da banda. Os álbuns são: Queen, Queen II, Sheer Heart Attack, A Night at the Opera, A Day at the Races, News of the World, Jazz e The Game.